# Landhockey vid olympiska sommarspelen 2004
Landhockeyturneringen vid olympiska sommarspelen 2004 avgjordes i Olympic Hockey Centre, Aten.

## Medaljfördelning
| Event                           | Guld | Silver | Brons |
| Herrarnas turnering Detaljer... | Australien Michael Brennan Travis Brooks Dean Butler Liam de Young Jamie Dwyer Nathan Eglington Troy Elder Bevan George Robert Hammond Mark Hickman Mark Knowles Brent Livermore Michael McCann Stephen Mowlam Grant Schubert Matthew Wells      | Nederländerna Matthijs Brouwer Ronald Brouwer Teun de Nooijer Jeroen Delmee Geert-Jan Derikx Rob Derikx Marten Eikelboom Floris Evers Erik Jazet Karel Klaver Jesse Mahieu Rob Reckers Taeke Taekema Sander van der Weide Klaas Veering Guus Vogels                     | Tyskland Clemens Arnold Christoph Bechmann Sebastian Biederlack Philipp Crone Eike Duckwitz Christoph Eimer Björn Emmerling Florian Kunz Björn Michel Sascha Reinelt Justus Scharowsky Christian Schulte Tibor Weissenborn Timo Wess Matthias Witthaus Christopher Zeller      |
| Damernas turnering Detaljer...  | Tyskland Tina Bachmann Caroline Casaretto Nadine Ernsting-Krienke Franziska Gude Mandy Haase Natascha Keller Denise Klecker Anke Kühn Heike Lätzsch Badri Latif Sonja Lehmann Silke Müller Fanny Rinne Marion Rodewald Louisa Walter Julia Zwehl | Nederländerna Minke Booij Chantal de Bruijn Lisanne de Roever Mijntje Donners Sylvia Karres Fatima Moreira de Melo Eefke Mulder Maartje Scheepstra Janneke Schopman Clarinda Sinnige Minke Smeets Jiske Snoeks Macha van der Vaart Miek van Geenhuizen Lieve van Kessel | Argentina Magdalena Aicega Mariela Antoniska Inés Arrondo Luciana Aymar Claudia Burkart Marina di Giacomo Soledad García Mariana González Alejandra Gulla María de la Paz Hernández Mercedes Margalot Vanina Oneto Cecilia Rognoni Mariné Russo Ayelén Stepnik Paola Vukojicic |

## Medaljtabell
| Pl. | Nation        | Guld | Silver | Brons | Totalt |
| --- | ------------- | ---- | ------ | ----- | ------ |
| 1   | Tyskland      | 1    | 0      | 1     | 2      |
| 2   | Australien    | 1    | 0      | 0     | 1      |
| 3   | Nederländerna | 0    | 2      | 0     | 2      |
| 4   | Argentina     | 0    | 0      | 1     | 1      |

## Grupper

### Herrar
Damernas turnering innehöll tolv lag i två grupper.
| Grupp A: - Spanien - Tyskland - Pakistan - Sydkorea - Storbritannien - Egypten | Grupp B: - Nederländerna - Australien - Nya Zeeland - Indien - Sydafrika - Argentina |

Då alla lagen mött varandra gick de två bäst placerade vidare till semifinalerna.

### Damer
Damernas turnering innehöll tio lag i två grupper.
| Grupp A: - Kina - Argentina - Japan - Nya Zeeland - Spanien | Grupp B: - Nederländerna - Tyskland - Sydkorea - Australien - Sydafrika |

Då alla lagen mött varandra gick de två bäst placerade vidare till semifinalerna.